# 토레 모누멘탈

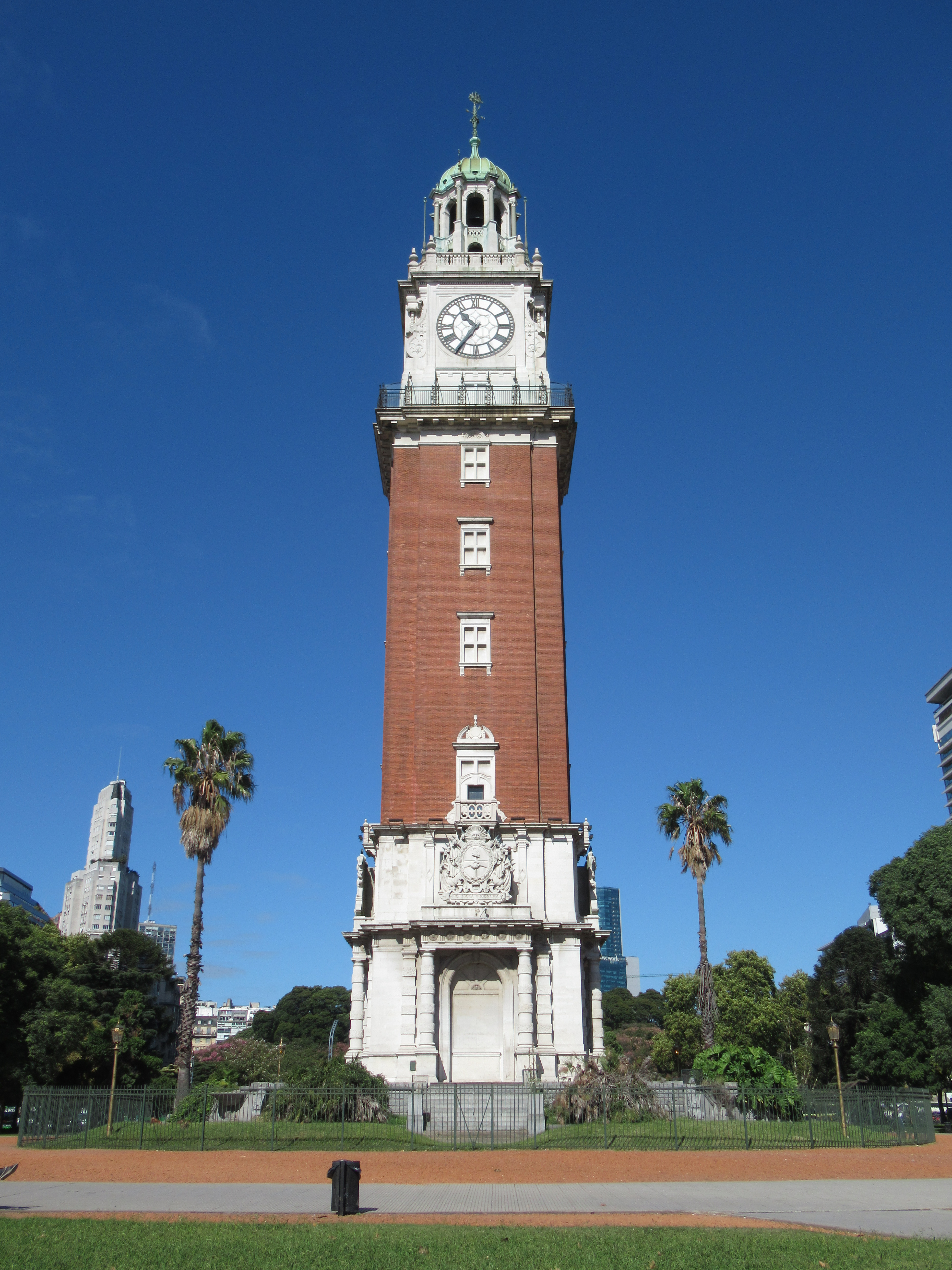
토레 모누멘탈

토레 모누멘탈(스페인어: Torre Monumental→기념탑)은 아르헨티나 부에노스아이레스 레티로에 있는 시계탑이다. 1810년 5월 혁명 100주년을 기념하여 영국 지역 사회에서 도시에 선물로 준 것이다. 본래 토레 데 로스 인글레세스(Torre de los Ingleses→잉글랜드의 탑)라는 이름이었으나, 1982년 포클랜드 전쟁 이후 타워의 원래 이름은 삭제되었다.